# Enrique Sánchez de León Pérez
Enrique Sánchez de León Pérez   (Badajoz, 9 de juny de 1934 - Badajoz, 5 d'abril de 2025) va ser un polític espanyol que fou Ministre de Sanitat i Seguretat Social en el primer govern d'Adolfo Suárez.

## Biografia
Va néixer el 9 de juny de 1934 a la ciutat extremenya de Badajoz. Va estudiar dret a la Universitat de Madrid, especialitzant-se en dret sindical. L'any 1960 va ingressar al Cos d'Inspectors Tècnics del Ministeri de Treball, càrrec que va ocupar fins al 1971 sent delegat del Ministeri a Ourense, Màlaga i Guipúscoa.

### Activitat política
L'any 1971 passà a formar part del Congrés dels Diputats com a procurador general de l'Estat. En el primer govern de la monarquia fou nomenat Director General d'Ordenació de la Seguretat Social, sent nomenat posteriorment Director General de Política Interior per Rodolfo Martín Villa.
Membre d'Acció Regional Extremenya (AREX), integrada dins la Unió de Centre Democràtic (UCD), fou escollit diputat al Congrés per la província de Badajoz en les eleccions generals de 1977, sent reescollit en les eleccions de 1979. En la formació del seu govern Adolfo Suárez el nomenà Ministre de Sanitat i Seguretat Social, càrrec que exercí fins al final de la Legislatura Constituent, i en el qual modernitzà i creà l'Institut Nacional de Salut (INSALUD).
Després de la dissolució de la UCD s'incorporà l'any 1984 al Centre Democràtic i Social (CDS), partit fundat per Adolfo Suárez.